# Concílio de Jerusalém
O Concilio de Jerusalém foi uma reunião inicial entre as lideranças cristãs nos meados do século I, para abordar se os gentios (não-judeus) deveriam seguir as leis de Moisés.

## Desenvolvimento

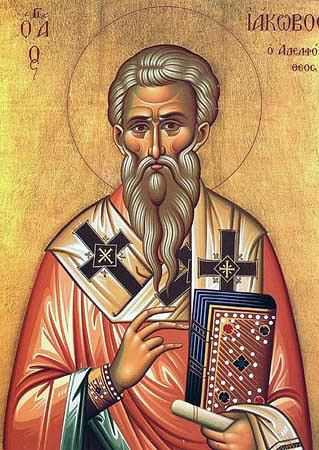
São Tiago, o Justo

Entre alguns da Judeia estabeleceu-se uma dúvida e uma polêmica: saber se os gentios, ao se converterem ao cristianismo, teriam que adotar algumas das práticas antigas da Lei Mosaica para poderem ser salvos, inclusive o fazer-se circuncidar.
O apóstolo Paulo, ao levar o cristianismo a outros povos, não exigia a circuncisão desses novos cristãos. Diante disso os presbíteros de Jerusalém se reuniram em torno de Pedro (que já exercia sua função de chefe dos Apóstolo e da igreja) e Tiago, o Justo'.
Pedro, então, levanta-se diante de todos com autoridade em Atos 15 , 7 - 12:  "Depois de muita discussão, Pedro levantou-se e dirigiu-se a eles: "Irmãos, vocês sabem que há muito tempo Deus me escolheu dentre vocês para que os gentios ouvissem de meus lábios a mensagem do evangelho e cressem. Deus, que conhece os corações, demonstrou que os aceitou, dando-lhes o Espírito Santo, como antes nos tinha concedido. Ele não fez distinção alguma entre nós e eles, visto que purificou os seus corações pela fé. Então, por que agora vocês estão querendo tentar a Deus, pondo sobre os discípulos um jugo que nem nós nem nossos antepassados conseguimos suportar? De modo nenhum! Cremos que somos salvos pela graça de nosso Senhor Jesus, assim como eles também". 
Após algumas discussões sobre a polêmica, o apóstolo Tiago concluiu:
| “ | «Eis porque, pessoalmente, julgo que não se devam molestar aqueles que, dentre os gentios, se convertem a Deus. Mas se lhes escreva que se abstenham do que está contaminado pelos ídolos, das uniões ilegítimas, das carnes sufocadas e do sangue. Com efeito, desde antigas gerações tem Moisés em cada cidade seus pregadores, que o leem nas sinagogas todos os sábados.» (Atos 15:19–21) | ” |

Em resultado foi elaborado uma Carta Apostólica que foi enviada aos cristãos da Síria e Cilícia. A Carta diz que:
| “ | «Os apóstolos e os anciãos, vossos irmãos, aos irmãos dentre os gentios que moram em Antioquia, na Síria e na Cilícia, saudações! Tendo sabido que alguns dos nossos, sem mandato de nossa parte, saindo até vós, perturbaram-vos, transtornando vossas almas com suas palavras, pareceu-nos bem, chegados a pleno acordo, escolher alguns representantes e enviá-los a vós junto com nossos diletos Barnabé e Paulo, homens que expuseram suas vidas pelo nome de nosso Senhor, Jesus Cristo. Nós vos enviamos, pois, Judas e Silas, eles também transmitindo, de viva voz, esta mesma mensagem. De fato, pareceu bem ao Espírito Santo e a nós não vos impor nenhum outro peso além destas coisas necessárias: que vos abstenhais das carnes imoladas aos ídolos, do sangue, das carnes sufocadas, e das uniões ilegítimas. Fareis bem preservando-vos destas coisas. Passai bem.» (Atos 15:23–29) | ” |

## Conclusão
Apesar de ser tecnicamente mais correto considerar esta reunião um sínodo ou um concílio regional, esta primeira reunião magna cristã foi muito importante para o início do cristianismo, porque teve como principal decisão libertar a Igreja nascente do peso da Lei mosaica [carece de fontes?], acabando assim com o problema relativo à da circuncisão para os não hebreus, confirmando para sempre o ingresso e a aceitação dos gentios (não hebreus) na fé cristã. Por isso, a sua importância não é inferior à de qualquer dos outros concílios ecuménicos que lhe vieram a suceder a partir do século III. 
A Enciclopédia Judaica  considera a decisão de Tiago e Paulo por não obrigar a circuncisão de não judeus, assim como as leis referentes ao sangue, carne sufocada e prostituição, originada do conceito de Leis de Noé, leis que o judaísmo considerava que deveriam ser seguidas pelos gentios. Portanto o concílio não estava chegando a novas conclusões em relação a como tratar os gentios, mas seguindo uma tradição judaica já estabelecida. 